# Mārāndahalli
Mārāndahalli är en ort i Indien.   Den ligger i distriktet Dharmapuri och delstaten Tamil Nadu, i den södra delen av landet, 1 800 km söder om huvudstaden New Delhi. Mārāndahalli ligger 585 meter över havet och antalet invånare är 10 480.
Terrängen runt Mārāndahalli är kuperad åt nordväst, men åt sydost är den platt. Runt Mārāndahalli är det tätbefolkat, med 397 invånare per kvadratkilometer. Närmaste större samhälle är Pālakkodu, 11,6 km sydost om Mārāndahalli. Omgivningarna runt Mārāndahalli är en mosaik av jordbruksmark och naturlig växtlighet.